# دالویدلان
دالویدلان (به انگلیسی: Dolwyddelan) یک منطقهٔ مسکونی در بریتانیا است که در شهرستان مستقل کانوی واقع شده‌است. دالویدلان ۴۷۴ نفر جمعیت دارد.